# Deborah Allen
Deborah Lynn Thurmond (ur. 30 września 1953 w Memphis w stanie Tennessee) – amerykańska aktorka filmowa oraz piosenkarka.

## Dyskografia
Albumy studyjne
- Trouble in Paradise (1980)
- Let Me Be the First (1984)
- Telepathy (1987)
- Delta Dreamland (1993)
- All That I Am (1994)
- The Best of Deborah Allen (2000)
- Hands On (2000)
- Deb in the Raw (2000)
- Memphis Princess (2006)
- Hear Me Now (2011)

Kompilacje
- Anthology (1998)
- Rockin' Little Christmas (2013)
- Her Very Best (2008)

EP
- Cheat the Night (1983)
- Baby I Lied (2009)
- The Best You've Never Heard Vol. 1 (2020)

## Filmografia
- Mali porywacze (1990) jako Pani Cameron
- The Straitjacket Lottery (2004) jako Pani Gould
- Prawdziwe dziecko (2005) jako Pauline
- Śnieżne anioły (2007) jako May Van Dorn
- Nonsense Revolution (2008) jako Przodek Curtisa
- Worek kości (2011) jako Brenda Meserve
- Wielki kierowca (2014) jako Doris